# Санта-Мария (Мантейгаш)
Санта-Мария (порт. Santa Maria) — район (фрегезия) в Португалии, входит в округ Гуарда. Является составной частью муниципалитета Мантейгаш. По старому административному делению входил в провинцию Бейра-Алта. Входит в экономико-статистический субрегион Бейра-Интериор-Норте, который входит в Центральный регион. Население составляет 1609 человек на 2001 год. Занимает площадь 24,54 км².